# Дукш, Марвин
Ма́рвин Дукш (нем. Marvin Ducksch, 7 марта 1994 года, Дортмунд, Германия) — немецкий футболист, нападающий английского клуба «Бирмингем Сити».

## Биография
Дукш начал играть в футбол в возрасте четырёх лет и был зачислен в академию «Фортуны Дортмунд 58» в 1998 году, где занимался под руководством отца, Клауса Дукша, который был тренером клуба в то время. В возрасте восьми лет Марвин поступил в академию «Боруссии Дортмунд».
Дукш считался одним из дарований академической системы «Боруссии». В первой половине сезона 2011/12 Марвин отыграл в команде до 19 лет, проведя 26 матчей и забив 16 голов. Во второй половине сезона 2011/12 Дукш сыграл свой первый матч в «Боруссии II». В сезоне 2012/13 футболист дебютировал 3 августа 2012 года в матче против «Алемании». 18 мая 2013 года Дукш забил единственный гол, который принёс победу «Боруссии Дортмунд II» над второй командой «Штутгарта».
В сезоне 2013/14 Марвин Дукш был включен в состав первой команды «Боруссии». 3 августа 2016 года он забил свой первый гол за клуб в матче Кубка Германии против «Вильгельмсхафена» (игра закончилась победой дортмундцев со счетом 3:0).
Сезон 2015/16 Дукш провел на правах аренды в «Падерборне». Летом 2016 года «Боруссия» отпустила Дукша в «Санкт-Паули». В 2017 году был отдан арендован клубом «Хольштайн Киль» на год. В 2018 аренда была продлена ещё на сезон. 1 июля 2018 перешёл в «Фортуну» Дюссельдорф, подписав с клубом четырёхлетний контракт. 19 января в матче против «Аугсбурга» забил свой первый гол.
Однако в «Фортуне» Дукш провел всего год. 28 июня 2019 года он подписал трехлетний контракт с клубом «Ганновер 96».